# Theresa Randle
Theresa E. Randle, född 27 december 1964 i Los Angeles i Kalifornien, är en amerikansk skådespelerska. Hon har bland annat medverkat i filmerna Malcolm X, Snuten i Hollywood III, Space Jam, Spawn, och de tre första filmerna i Bad Boys-serien. Hon spelar rollen som Marcus Burnetts fru Theresa Burnett i den sistnämnda filmserien, en roll som inför Bad Boys: Ride or Die har tagits över av Tasha Smith.

## Filmografi (i urval)

### Filmer
- 1987 – Rika tjejer jobbar inte
- 1987 – Natten har sitt pris
- 1990 – Mitt svarta jag
- 1990 – Djävulens barnvakt
- 1990 – King of New York
- 1991 – The Five Heartbeats
- 1991 – Jungle Fever
- 1992 – Malcolm X
- 1993 – CB4
- 1994 – Sugar Hill
- 1994 – Snuten i Hollywood III
- 1995 – Bad Boys
- 1996 – Girl 6
- 1996 – Space Jam
- 1997 – Spawn
- 2003 – Bad Boys II
- 2006 – The Hunt for Eagle One
- 2006 – The Hunt for Eagle One: Crash Point
- 2020 – Bad Boys for Life

### TV-serier
- 1989 – Dotter på vift (TV-serie)
- 1991 – Seinfeld (TV-serie)
- 1997 – Duckman (TV-serie)
- 2006 – Law & Order: Criminal Intent (TV-serie)